# Danny Bain
Danny Bain, született Daniel Isaac Bain (New Jersey, 1986 –) amerikai származású, Magyarországon élő zenész, zeneszerző, előadóművész és rendező.

## Életpályája
Danny Bain az Amerikai Egyesült Államokban született és nőtt föl. Zenélni hazájában, Ghánában és Brazíliában tanult, majd 2010-ben érkezett Magyarországra.
Egyetemi tanulmányait a West Virginia University jazz szakán végezte, egyetemi tanulmányai alatt és után rövid ideig a brazil Pernambuco Állami Egyetemen is tanult. 2009-ben Ghánában, a Dagara Music Centerben tanult afrikai zenét és táncot, a gyil (ghánai xilofon) hangszerre fókuszálva.
Magyarországra érkezése után több könnyű- és világzenei együttesben kezdett játszani dobokon és ütős hangszereken (Átjárók, Paraszta Pé, Hetedhét), majd 2013-ban a veszprémi Kabóca Bábszínház felkérte, hogy mutassa különleges, Ghánában tanult zenés mesélési stílusát egy bábszínházi előadás keretein belül, így született meg Danny mesél: A fán lakó gyermekek című előadás. A sikeres bemutatót több, újabb közös munka követte, mint például: A Mézeskalács úr meséje; Kodzsugukila, a boszorkány;  A hét királyfi és a Jack, a megmentő előadások.
A „Danny mesél” program átfogó módon nyújt a gyerekeknek lehetőséget arra, hogy fejleszthessék nyelvi készségeiket, zenét és táncot tanulhassanak, és új kultúrákat és hangszereket fedezhessenek fel. Előadásai magyar és angol nyelven hallgathatók. Előadásaiból 2015-ben megjelent a Betűtészta Kiadó gondozásában az „Ez nem az apu hangja!” című CD mellékletes mesekönyv Máray Mariann csodálatos illusztrációival, mely bekerült az év 50 legjobb Gyermek- és Ifjúsági Könyve közé, és a Szép Magyar Könyv díjat is elnyerte.
A könyvhöz Székely Andrea, a veszprémi Kabóca Bábszínház igazgatója írta a fülszöveget: "Danny Leül egy kis sámlira, a gyerekek köré gyűlnek. Hogy együtt "lelézzenek". Egy pillanat alatt közösséget teremt. Így röpül Dannyvel az idő az előadásokon. Nagy örömömre szolgál, hogy ezek a meséket otthon is olvashatják-hallgathatják a kicsik, és mi szülők is."
A veszprémi Kabóca Bábszínházban bemutatott Kodzsugukila, a boszorkány című előadás – melynek zenéjét Danny szerezte, és egy személyben előadja – a IX. Gyermek- és Ifjúsági Szemlén különdíjat kapott, és A hétkirályfi című nagyszínpadi zenés mese bekerült a IX. Kaposvári ASSITEJ Biennáléra. Danny a Kodzsugukila, a boszorkány előadásban nyújtott kiemelkedő alakításáért a 2018. évi Kolibri Évadnyitó Fesztiválon elnyerte a Michel Indali-díjat.
2019-ben alakult meg a Danny és Béla mesekoncert, melyben Ágoston Béla multiinstrumentalista zenész, zeneszerző társával adnak családoknak szóló koncerteket. A duó első albuma 2024 októberében jelent meg, Állatok címen.
Az iskolás korosztály számára létrehozott zenés workshop, az "Elméletileg hangszerek", meghívást kapott az moszkvai anglo-amerikai iskolába, és a Veszprém-Balaton Európa Kulturális Fővárosa 2023 projekt részeként is eljuthatott számos Veszprém megyei oktatási intézménybe.
Danny Bain szerezte az Alela Kulturális Egyesület Tündérkönnyek című Veszprém-Balaton Európa Kulturális Fővárosa 2023 projekt támogatott víziszínházi előadásának zenéjét. 2024-ben bemutatásra került első bábszínházi rendezése a szegedi Kövér Béla Bábszínházban, Plimplim címen.
A Dagály Kulturális Egyesület és a Kabóca Bábszínház közös előadása, A tenger ünnepe 2024-ben került bemutatása, a Kuckó Meseház előadása, a Belül tágasabb! pedig 2025-ben várható. Mindkét előadásban Danny Bain zeneszerzőként és szereplőként is részt vesz.
2015 óta zenél együtt Redbreast Wilsonnal, kezdetben a hillstomp boogie-t játszó Redbreast Wilson & The Juke Joint Revival együttes tagjaként, majd 2020 óta a Redbreast Wilson & The Mad Dog Margaritas nevű country zenét játszó együttes dobosaként.

## Színpadi munkák
- Danny mesél: A fán lakó gyermekek:  Az előadás afrikai zenei hagyományokra épül, tradicionális és saját népmeséket ötvöz fülbemászó dallamokkal és hipnotikus ritmusokkal „gyil” (afrikai balafon) kíséretében. A veszprémi Kabóca Bábszínházzal együttműködésben jött létre. Danny Bain zenéjével és előadásában. (2013)[11]
- Danny mesél: A Mézeskalács úr meséje: A veszprémi Kabóca Bábszínházzal együttműködésben jött létre. Danny Bain zenéjével és előadásában. (2014)[12]
- Danny mesél: Szaszuma és a szél (2015)
- A hét királyfi: A Kabóca Bábszínház előadásának zenéjét Danny Bain szerezte, és szerepet is kapott a darabban. Az előadás bekerült a IX. Kaposvári ASSITEJ Biennáléra. (2017)
- Kodzsugukila, a boszorkány: A veszprémi Kabóca Bábszínházzal együttműködésben jött létre. Danny Bain zenéjével és előadásában.  (2017)
- Jack, a megmentő: A veszprémi Kabóca Bábszínházzal együttműködésben jött létre. Danny Bain zenéjével és előadásában. (2019)
- Danny és Béla mesekoncert (2020)
- Gulliver utazásai: Egyszemélyes előadás különleges hangszerekkel Jonathan Swift azonos című regénye alapján. Az Alela Kulturális Egyesület[13] előadása, Danny Bain zenéjével és előadásában. (2020)
- Danny mesél: Állatos mesék (2021)
- A tenger ünnepe: A Kabóca Bábszínház és a Dagály Kulturális Egyesület közös előadása Danny Bain és Gulyás Anna zenéjével és előadásában.[14] (2024)
- Belül tágasabb! Verses játék a természetről, az évszakokról és az időről sok zenével, közös játékkal, kézműves foglalkozással. Alkotók: Jankovics Anna, Soltész Bözse, Danny Bain (2024)

## Rendezések
- Plimplim: A Kövér Béla Bábszínház csecsemőszínházi előadása (2024)

## Lemezek, könyvek
- Danny Bain: Ez nem az apu hangja![15] (könyv CD-melléklettel) (Betűtészta Kiadó, 2015)
- Kodzsugukila, a boszorkány (CD, lemez)[16] (2018)
- A Mézeskalács úr meséje[17] (2023)
- Jack, a megmentő (CD, lemez)[18] (2023)
- Danny és Béla: Állatok (lemez) 2024)

## Díjak
- IX. Gyermek- és Ifjúsági Szemle különdíja (2018)
- Michel Indali-díj (Kolibri Színház) (2018)
- Az év 50 legjobb Gyermek- és Ifjúsági Könyve (Gyerekirodalmi Intézet) (2015)
- Szép Magyar Könyv díj (2015)